# Jože Jenko
Jože Jenko, slovenski zgodovinar železnic in publicist, * 5. maj 1885, Radovljica, † 21. oktober 1967, Ljubljana.
Jenko je leta 1906 maturiral na kranjski gimnaziji. Po maturi se je za vso delovno dobo zaposlil na železnici. Zaradi narodne zavednosti je bil med obema svetovnima vojnama pregnan v druge kraje. Kot ljubitelj se je posvetil zgodovini železnic na slovenskem narodstnem ozemlju, predvsem gradnji in razvoju posameznih železniških prog. Članke in razprave je objavljal v predvojnih in povojnih glasilih (Zadrugar, Prometni vestnik), v zborniku (Sto godina železnica Jugoslavije, Beograd, 1951), in dnevnem tisku. 